# Aristotelia campicolella
Aristotelia campicolella is een vlinder uit de familie van de tastermotten (Gelechiidae). De wetenschappelijke naam van de soort is, als Gelechia campicolella, voor het eerst geldig gepubliceerd in 1857 door Mann.